# هالینا کونوپاکا
هالینا کونوپاکا (لهستانی: Halina Konopacka؛ ۲۶ فوریه ۱۹۰۰ – ۲۸ ژانویه ۱۹۸۹) پرتاب‌گر دیسک و وزنه اهل لهستان بود
وی در مسابقات کشوری و بین‌المللی در مجموع برندهٔ ۳ مدال طلا، ۱ مدال برنز شده‌است.